# Ariane 4
Ariane 4 je bila francoska raketa za enkratno uporabo. Načrtovala jo je agencija CNES  (Centre National d'Etudes Spatiales). Izdelovala pa jo je podružnica Arianespace. Ariane 4 je bila svoj čas delovni konj družine Ariane, dokler jo ni zamenjala večja Ariane 5. Od prvega leta 15. junija 1988 do 15. februarja 2003 je bilo izstreljenih 116 raket, od tega tri neuspešno.
Arian 4 je bila idealna platforma za izstreljevanje komunikacijskih satelitov in satelitov za opazovanje Zemlje. Arian 4 je bila izjemno uspešna na trgu komercialnih satelitov z okrog 50% trga. 

## Zgodovina
Leta 1973 je enajst držav, ki jih je sklicala skupaj ESA (Evropska Vesoljska Agencija), odločilo, da bo Evropa imela svoje rakete za let v vesolje. 6 let pozneje, leta 1979 je poletela Ariane 1 iz izstrelišča Kourou v Francoski Gvajani. Potem so sledile še rakete Ariane 2, Ariane 3 in Ariane 4. Trenutno se uporablja Ariane 5, Ariane 6 pa še razvijajo.
Program Ariane 4 se je začel leta 1983, s prvo uspešno izstrelitvijo 15. junija 1988. Tovor v GTO (Geotransferna orbita) je bil 4800 kg (v primerjavi z 1700 kg za Ariane 3). Rekord je bil sicer 4946 kg.

## Karakteristike
- Uporaba: Nosilna raketa za enkratno uporabo
- Izdelovalec: Arianespace
- Država:	Evropa (Francija)
- Višina:	58,72 m (192,7 ft)
- Premer:	3,8 m (12,5 ft)
- Masa: 240 000 - 470 000 kg (529 110 - 1 036 175 lb)
- Stopnje: 2
- Kapaciteta: v NZO: 5 000 - 7 600 kg (11 024 - 16 756 lb)
- Kapaciteta: v GTO: 2 000 - 4 300 kg (4 410 - 9480 lb)
- Status: upokojena
- Izstrelišče: Kourou ELA-2
- Vseh izstrelitev: 116 (40 serije: 7, 42P: 15, 42L: 13); (44P serije: 15, 44LP: 26, 44L: 40)
- Uspešni izstrelitev: 113 (40 serije: 7, 42P: 14, 42L: 13); (44P serije: 15, 44LP: 25, 44L: 39)
- Neuspešne izstrelitve: 3 (42P: 1, 44L: 1, 44LP: 1)
- Prva izstrelitev: 40: 22. januar 1990; 42P: 20. november 1990; 42L: 12.maj 1993; 44P: 4. april 1991; 44LP: 15. junij 1988; 44L: 5. junij 1989
- Zadnja izstrelitev: 44L: 15. februar 2003

Potisniki "boosterji" (Ariane 42L, 44LP ali 44L) - PAL
- Število potisnikov: 0, 2 ali 4
- Motorji: Viking 6
- Potisk: 752,003 kN (169 057 lbf)
- Specifični impulz: 278 sekund
- Čas delovanja: 142 sekund
- Gorivo: hipergolična kombinacija: N2O4/UDMH

Potisniki "boosterji" (Ariane 42P, 44LP or 44P) - PAP
- Število potisnikov: 0, 2 ali 4
- Motorji:
- Potisk:650 kN
- Čas delovanja:  33 sec
- Gorivo: CTPB 1613

Prva stopnja - L220
- Motorji: 4X Viking 5C
- Potisk: 3 034,1 kN
- Specifični impulz: 278 sekund
- Čas delovanja: 205 sekund
- Gorivo: hipergolična kombinacija: N2O4/UDMH

Druga stopnja - L33
- Motorji: 1X Viking 4B
- Potisk: 720,965 kN
- Specifični impulz: 296 sekund
- Čas delovanja: 132 sekund
- Gorivo: hipergolična kombinacija: N2O4/UDMH

Tretja stopnja- H10
- Motorji: 1 HM7-B
- Potisk: 62,703 kN
- Specifični impulz: 446 sekund
- Čas delovanja: 759 sekund
- Gorivo: (LOX/LH2) tekoči kisik in tekoči vodik